# Hymenochaete palmicola
Hymenochaete palmicola är en svampart som beskrevs av S. Ito & S. Imai 1940. Hymenochaete palmicola ingår i släktet Hymenochaete och familjen Hymenochaetaceae.   Inga underarter finns listade i Catalogue of Life.